# ウラン・ウデ市電
ウラン・ウデ市電は、ロシア連邦ブリヤート共和国の首都、ウラン・ウデ市内に存在する路面電車。2020年現在はウラン・ウデ市が運営する路面電車管理会社（МУП «Управление трамвая»）によって運行されている。

## 概要
1958年12月16日に開通した、ウラン・ウデ市内を走る路面電車。都市の発展による公共交通機関の需要増加に基づき1953年4月27日のウラン・ウデ市議会で建設が決定し、1956年から建設が行われた経緯を持つ。それ以降はソビエト連邦（ソ連）時代の1989年まで路線規模の拡大が続き、2000年代にも延伸が実施された事により、2020年現在は環状線と3つの支線からなる全長24 km・営業キロ91.6 kmの路線網を有する。
15ルーブルと言う安価な運賃に加えて定時制の高さや監視カメラの設置などによる安全性の確保、wi-fiへの対応や新型暖房装置の搭載といった快適性の向上などから市電の利用客は増加傾向を見せており、2018年の年間利用客数は1,200万人以上を記録している。だが、その一方でソ連時代の車両や施設の老朽化が大きな課題となっており、後述の通り2010年代後半以降は新型車両の導入が積極的に行われている他、線路についてもブリヤート共和国やウラン・ウデ市からの支援を受けて2018年以降レールや枕木の交換などの更新工事が実施されている。また、ウラン・ウデ市の将来計画には南西・南東方面への路面電車の延伸が盛り込まれているが、高額な建設費用が試算されている事もあり具体化までは至っていない。

## 系統
2021年10月19日に実施されたダイヤ改正以降、ウラン・ウデ市電では以下の6系統が運行している。運行間隔は5 - 10分で、電車の現在位置はスマートフォン向けアプリケーションやウェブサイト（bus03.ru）から確認可能である。
| 系統番号 | 経路                                                           | 備考・参考                          |
| -------- | -------------------------------------------------------------- | ----------------------------------- |
| 1        | Шишковка - Стрелка - 40 квартал - Центральный Рынок - Шишковка | ラケット型環状系統(時計回り)        |
| 2        | Шишковка - Центральный Рынок - 40 квартал - Стрелка - Шишковка | ラケット型環状系統(反時計回り)      |
| 4        | ЛВРЗ - Научный центр - Мелькомбинат                            |                                     |
| 5        | Шишковка - Стрелка - Мелькомбинат                              |                                     |
| 7        | Бурятский научный центр — Бурятский научный центр              | 環状系統（時計回り） 2021年に新設   |
| 8        | Бурятский научный центр — Бурятский научный центр              | 環状系統（反時計回り） 2021年に新設 |

## 車両
ウラン・ウデ市電の開業時に導入されたのはKTM-1やKTM-2といった2軸車であったが、1969年からはボギー車の71-605の導入が始まり、1973年までに2軸車は全て置き換えられた。2020年現在も71-605は多くの車両が在籍しているものの老朽化が進行しており、2019年以降ブリヤート共和国やロシア極東開発省からの補助金を受けて超低床電車の71-911EM "ライオネット"や71-923M "ボガトィーリM"の導入を進めている他、モスクワ市電で廃車となった車両（71-619A）のうち10両の譲渡を受け、車両の近代化を積極的に進めている。
2020年現在、ウラン・ウデ市電に在籍する営業用車両は以下の通りである。
| 形式   | 形式       | 両数 | 備考・参考                   |
| ------ | ---------- | ---- | ---------------------------- |
| 71-605 | 71-605     | 19両 | ソ連時代に導入               |
| 71-605 | 71-605A    | 8両  | ソ連時代に導入               |
| 71-608 | 71-608K    | 7両  |                              |
| 71-608 | 71-608KM   | 4両  |                              |
| 71-619 | 71-619KT   | 20両 | シベリアの路面電車で初の導入 |
| 71-619 | 71-619A    | 6両  | モスクワ市電からの譲渡車両   |
| 71-619 | 71-619A-01 | 3両  | モスクワ市電からの譲渡車両   |
| 71-619 | 71-619AC   | 1両  | モスクワ市電からの譲渡車両   |
| 71-911 | 71-911EM   | 15両 | 超低床電車                   |

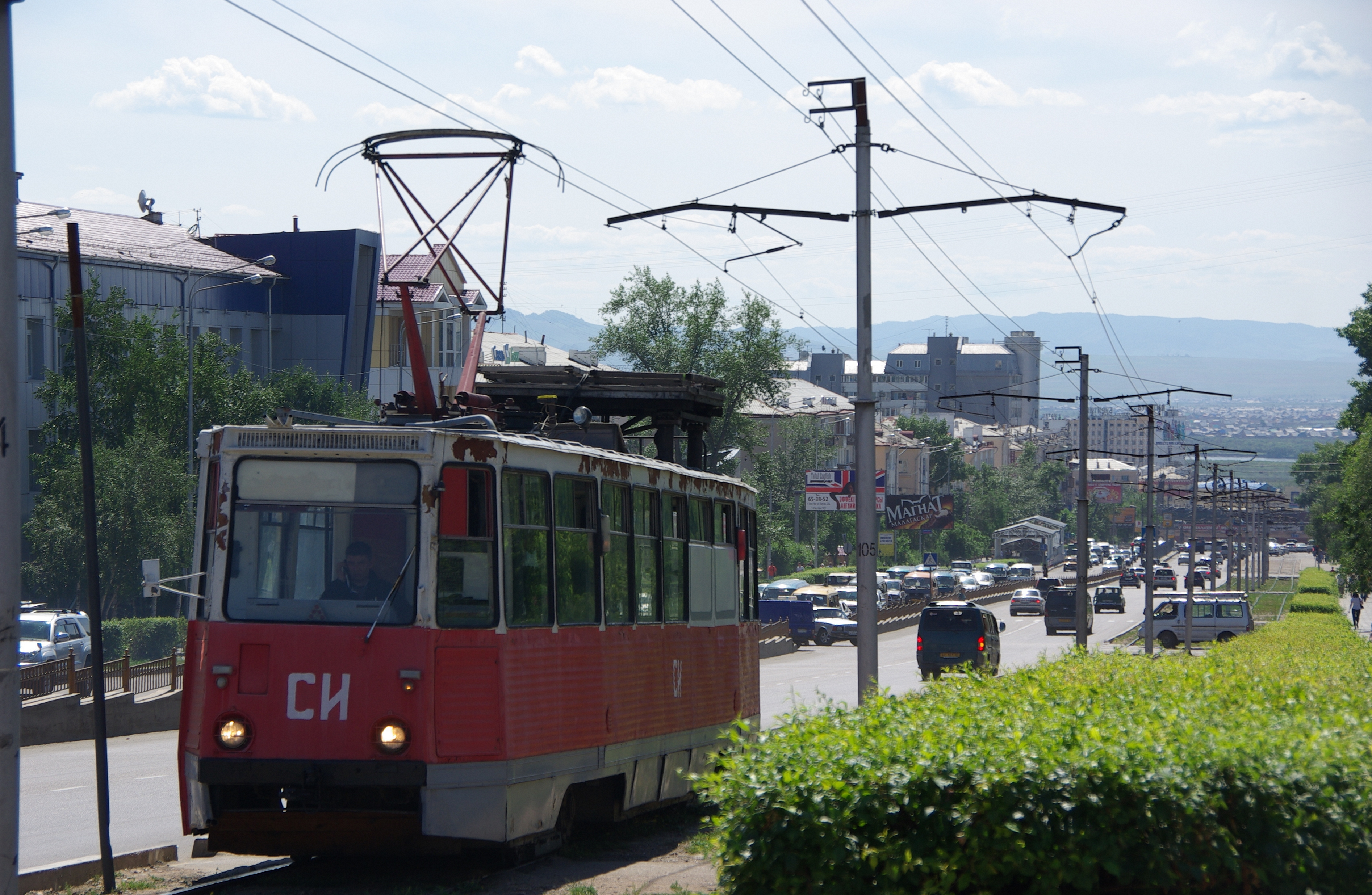
71-605（2009年撮影）
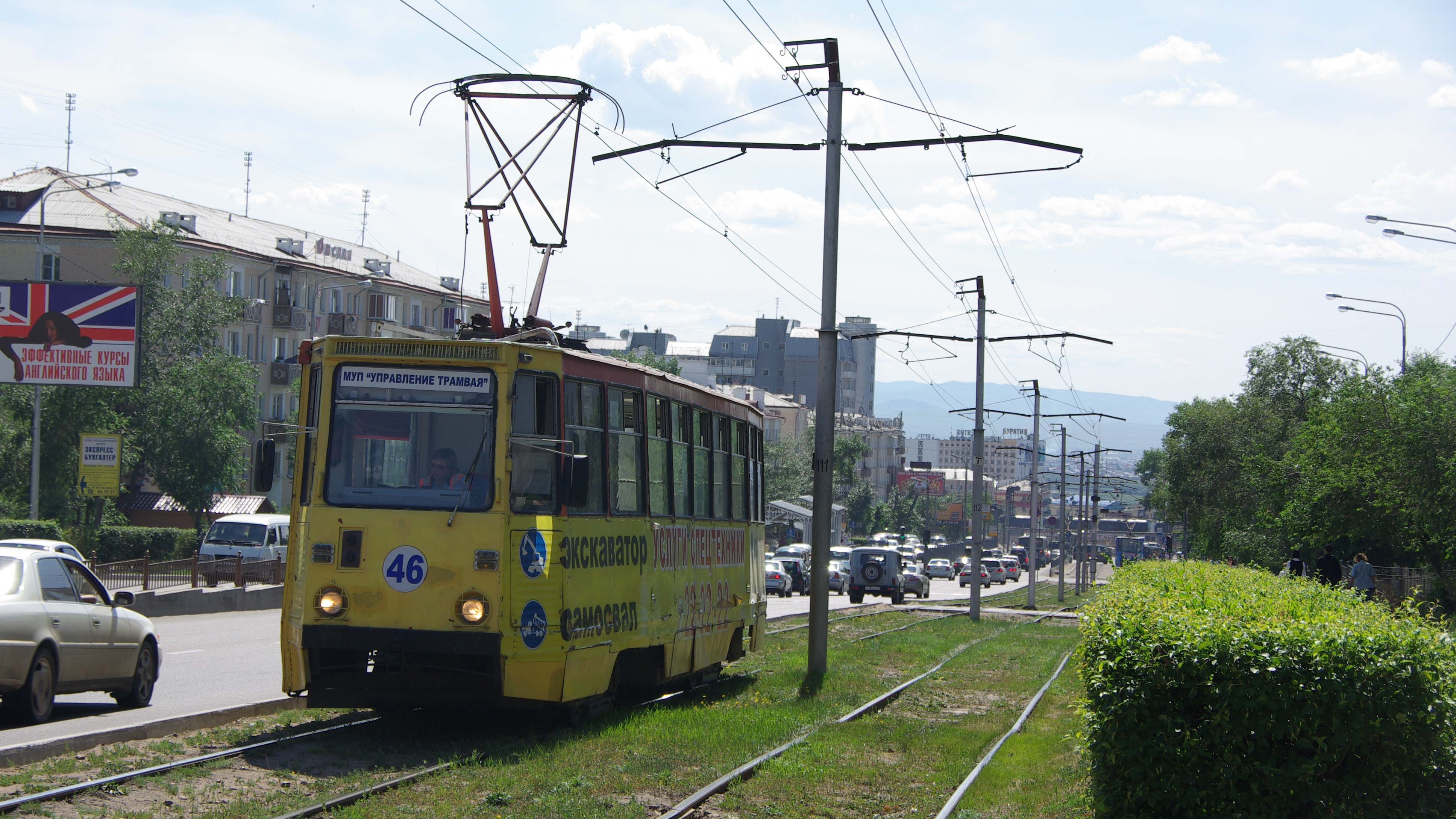
71-605（広告塗装）（2009年撮影）
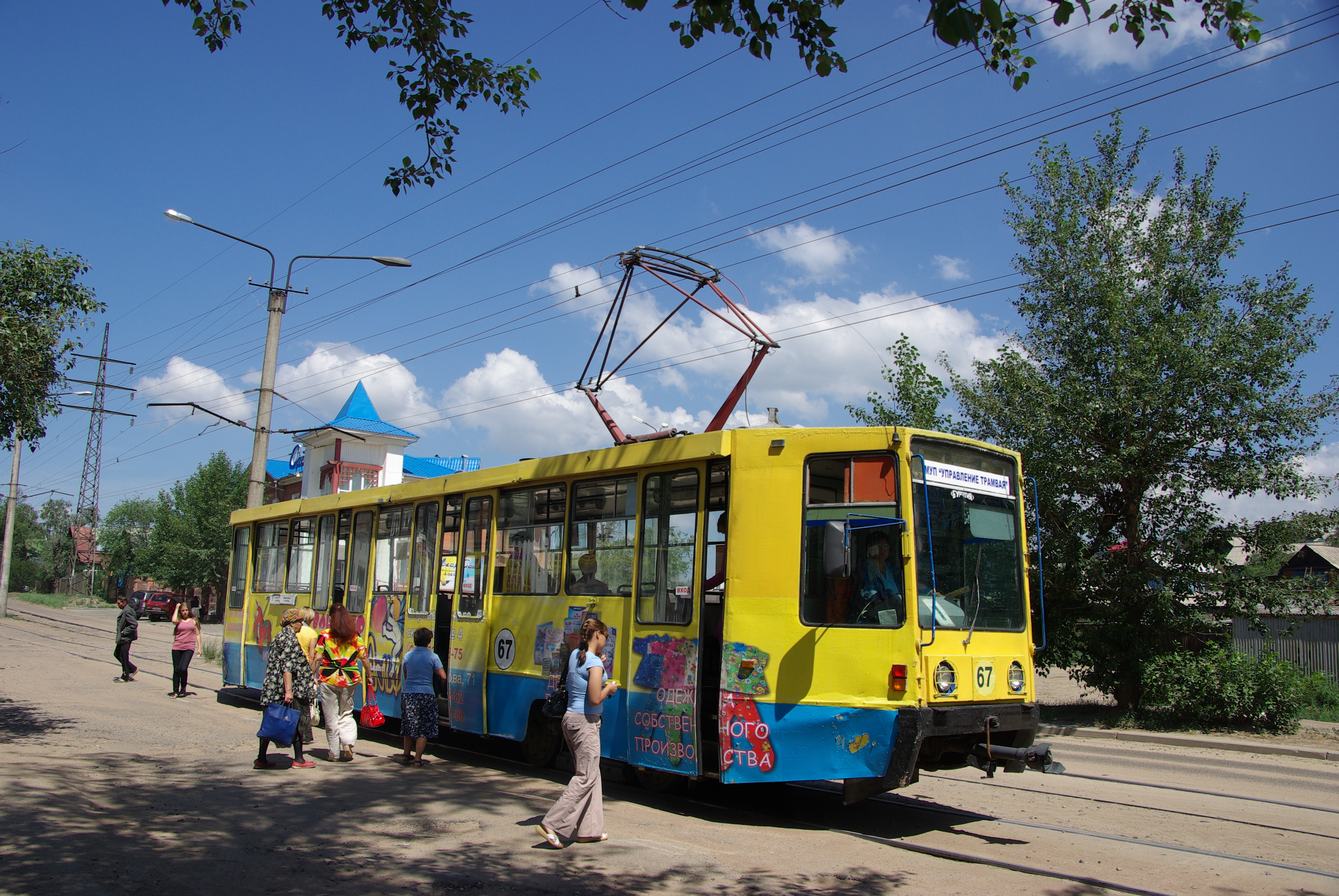
71-608K（2009年撮影）
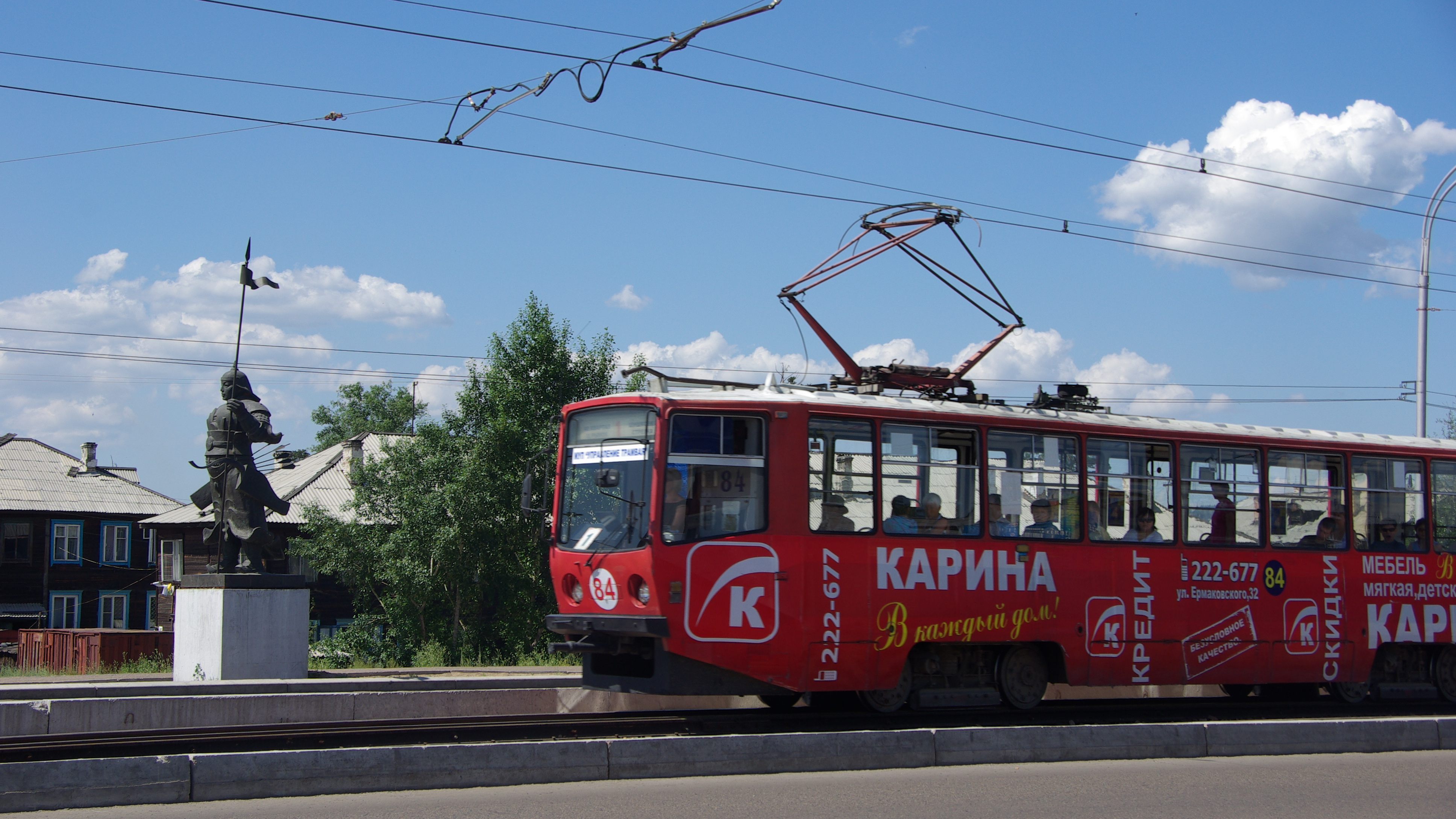
71-608KM（2009年撮影）
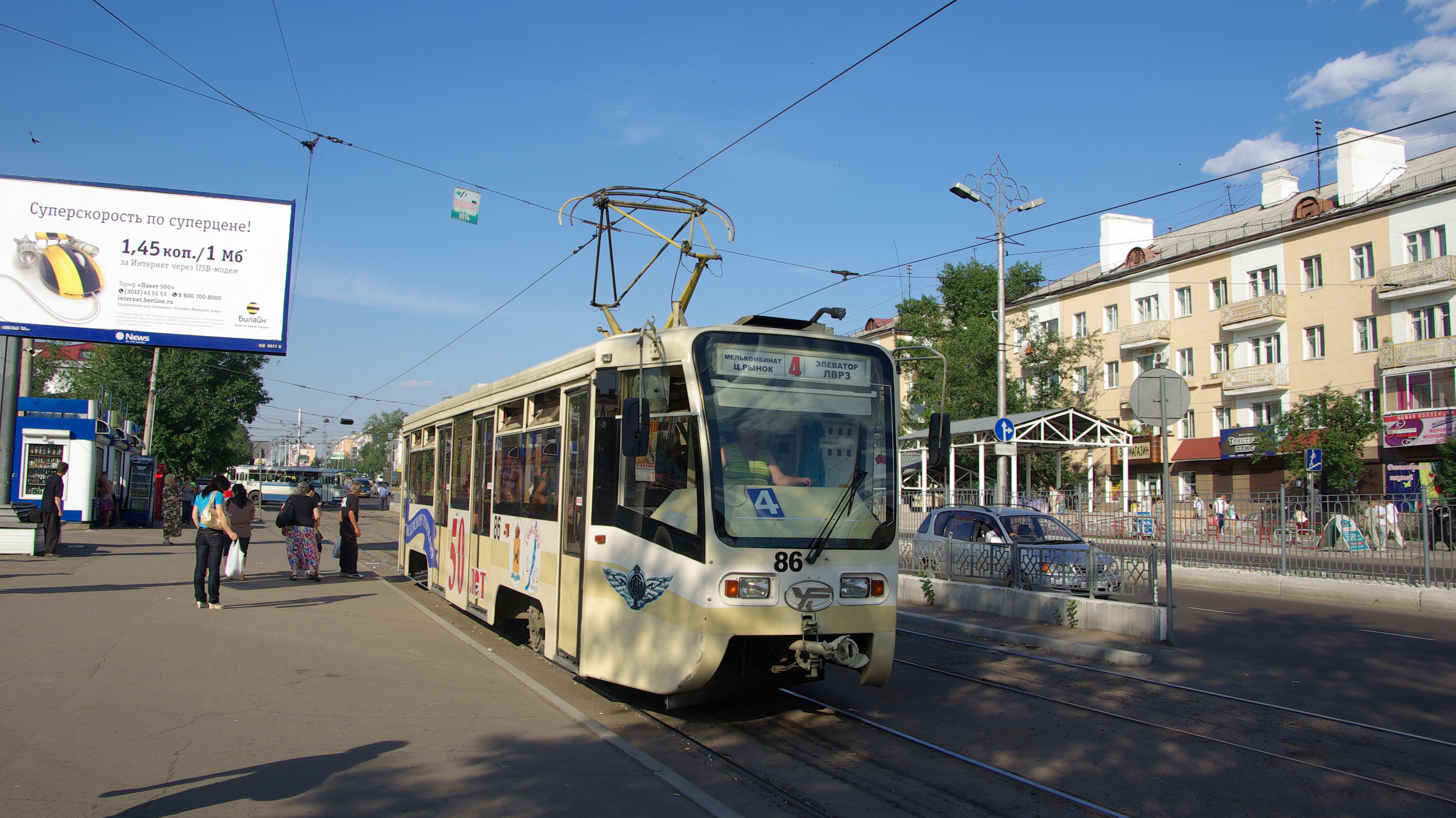
71-619KT（2009年撮影）
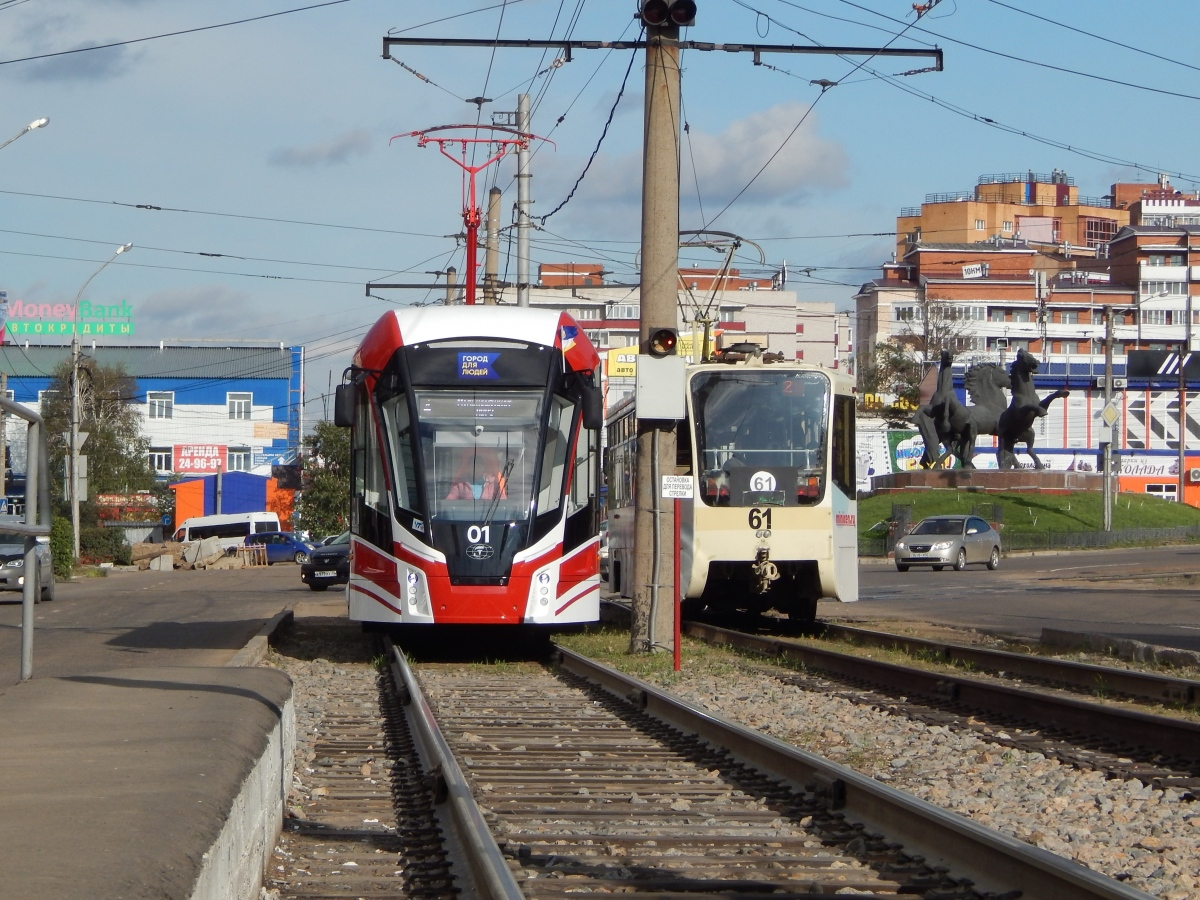
71-911EM（左）（2019年撮影）